# Ndamukong Suh
Ndamukong Suh (Portland, 6 gennaio 1987) è un ex giocatore di football americano statunitense che ha giocato nel ruolo di defensive tackle per 13 stagioni nella National Football League (NFL). Fu scelto come secondo assoluto del Draft NFL 2010 dai Detroit Lions, militando poi per i Miami Dolphins, i Los Angeles Rams, i Tampa Bay Buccaneers con cui vinse il Super Bowl LV, e i Philadelphia Eagles. Al college ha giocato a football all'Università del Nebraska.

## Carriera professionistica

### Detroit Lions

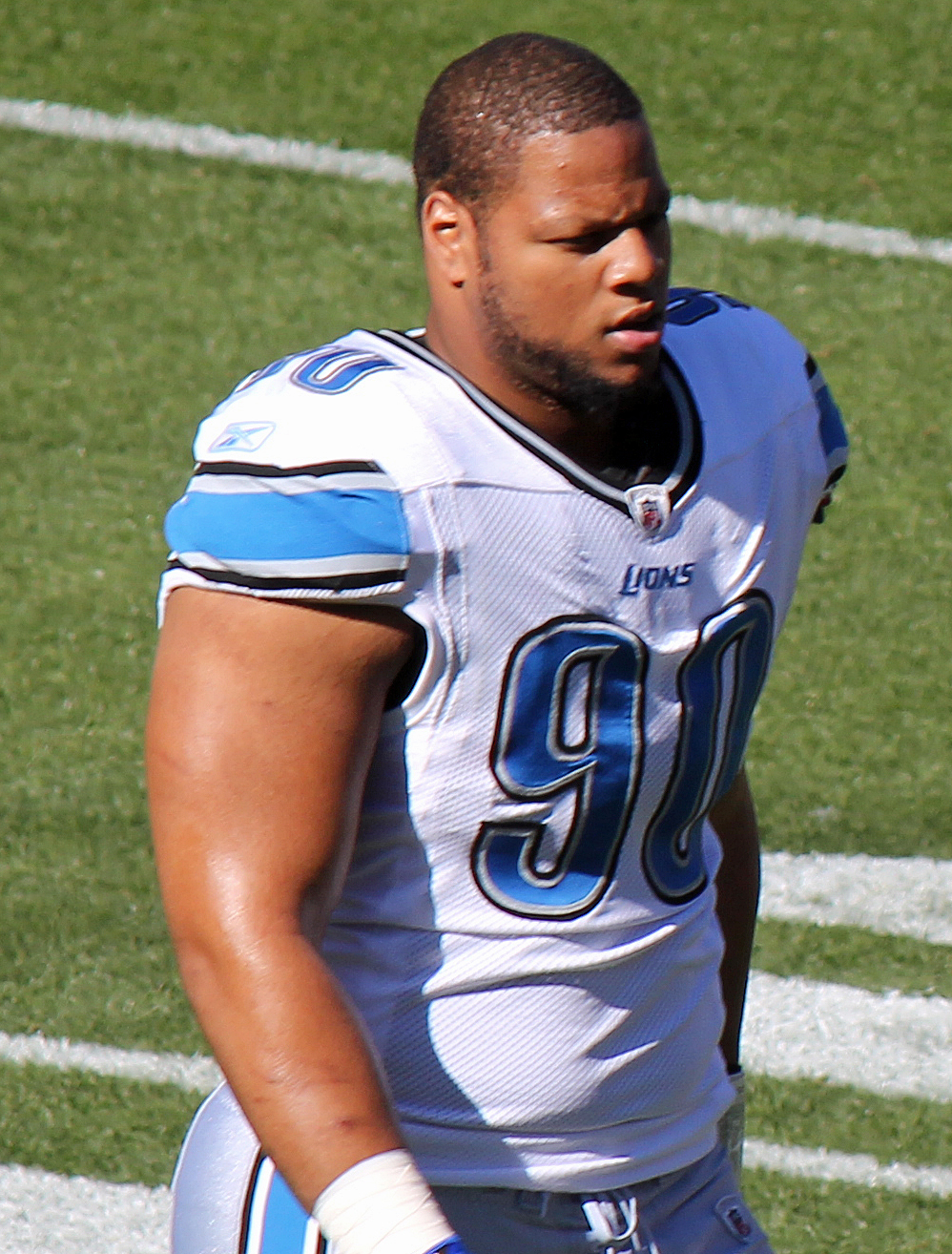
Suh coi Lions.

Considerato uno dei migliori prospetti disponibili nel Draft NFL 2010, Suh fu selezionato come seconda scelta assoluta dai Detroit Lions. Il 3 agosto 2010 firmò un contratto di 5 anni del valore di 68 milioni di dollari, 40 milioni dei quali garantiti.

#### Stagione 2010
Il debutto da professionista avvenne 12 settembre 2010 nella prima gara della stagione contro i Chicago Bears, in cui mise a segno il suo primo sack su Jay Cutler. Il 10 ottobre, durante la gara contro i St. Louis Rams, fece registrare il suo primo intercetto in carriera ai danni di Sam Bradford, la prima scelta assoluta del Draft 2010. Suh segnò il primo touchdown nella NFL contro i Washington Redskins il 31 ottobre 2010, dopo aver recuperato un fumble di Rex Grossman.
Il 7 novembre 2010, dopo l'infortunio occorso al kicker della squadra Jason Hanson, Suh tentò di convertire un extra point, colpendo il palo destro.
Nella sua stagione di debutto, Suh fu al primo posto tra i Lions, i rookie e tutti i defensive tackle in sack con 10. Il giocatore fu selezionato come titolare al Pro Bowl, diventando il primo rookie dei Lions dai tempi di Barry Sanders ad essere nominato titolare nella manifestazione nella stagione di debutto. Dovette tuttavia rinunciare alla partita a causa di un'operazione alla spalla. Il 2 gennaio 2011, Suh fu inserito nella formazione ideale della stagione All-Pro oltre ad essere nominato miglior rookie dell'anno da Sporting News, Pro Football Weekly, dalla Pro Football Writers of America Rookie of the Year, Pepsi NFL Rookie of the Year e rookie difensive dell'anno dall'Associated Press.

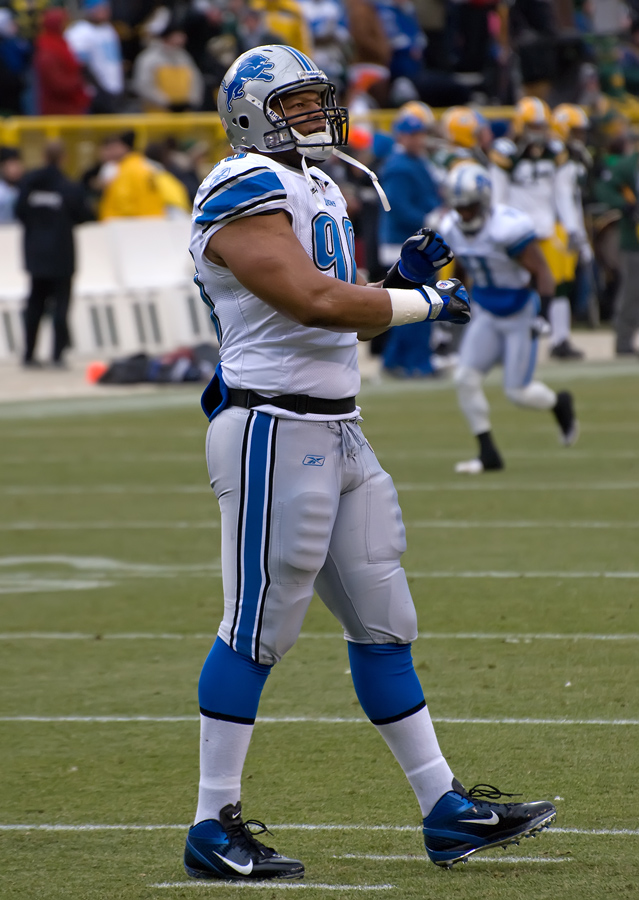
Suh nel 2012 contro i Green Bay Packers.

#### Stagione 2011
Durante la gara del Giorno del Ringraziamento dei Lions contro i Green Bay Packers il 24 novembre 2011, Suh colpì tre volte la testa dell'offensive lineman dei Packers Evan Dietrich-Smith mentre questi si trovava a terra, dopo di che gli calpestò un braccio. Suh ricevette una penalità per eccessiva violenza e fu espulso dalla partita. Per questo episodio fu sospeso per due partite dalla lega senza stipendio.

#### Stagione 2012
Nella gara del Giorno del Ringraziamento dell'anno successivo, il 2 novembre, Suh fu coinvolto in una giocata in cui colpì il quarterback degli Houston Texans Matt Schaub all'inguine, venendo multato di 30.000 dollari. Il 12 gennaio 2013 Suh fu inserito nel Second-team All-Pro e il 21 gennaio fu convocato per il Pro Bowl in sostituzione di Justin Smith impegnato coi San Francisco 49ers nel Super Bowl XLVII. A fine anno fu posizionato al numero 40 nella classifica dei migliori cento giocatori della stagione.

#### Stagione 2013

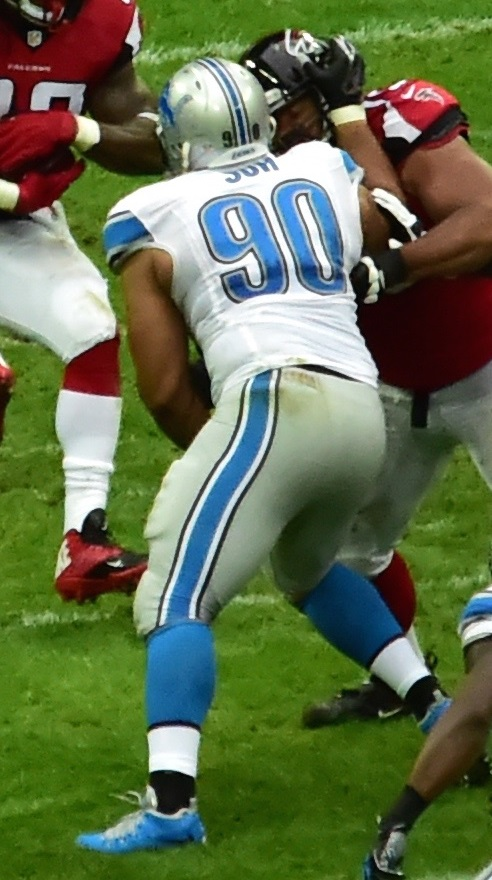
Un blocco di Suh contro i Falcons nel 2014.

Il 10 settembre 2013, Suh fu multato di 100.000 dollari dalla lega per un blocco irregolare sul centro dei Minnesota Vikings John Sullivan nella prima gara della stagione regolare. I primi due sack stagionali li mise a segno nella vittoria della settimana 4 sui Bears, di cui uno che forzò un fumble recuperato da Nick Fairley che lo ritornò in touchdown. Nella settimana 13 contribuì alla prima vittoria dei Lions nella gara del Giorno del Ringraziamento dal 2003 facendo registrare un sack su Matt Flynn che diede origine ad una safety. La sua annata terminò con 49 tackle e 5.5 sack, venendo premiato con la terza convocazione al Pro Bowl e inserito nuovamente nel First-team All-Pro. Fu inoltre votato al 40º posto nella NFL Top 100 dai suoi colleghi, la stessa posizione dell'anno precedente.

#### Stagione 2014
Con due sack nel penultimo turno della stagione 2014 contro i Bears, Suh arrivò a quota 8,5, il secondo massimo in carriera, mentre i Lions con la vittoria ottennero la matematica qualificazione ai playoff.  Nell'ultima gara della stagione, Suh calpestò volontariamente il quarterback dei Packers Aaron Rodgers mentre questi si trovava a terra, venendo squalificato per la gara di playoff della settimana successiva contro i Cowboys. Dopo che il giocatore vinse l'appello, la squalifica fu commutata in una multa da 70.000 dollari. A fine stagione fu convocato per il quarto Pro Bowl in carriera e inserito nel First-team All-Pro dopo avere guidato la squadra con 8,5 sack. Il 4 gennaio 2015, nel primo turno di playoff, Suh mise a segno due sack su Tony Romo ma i Lions, in vantaggio per la quasi totalità della partita, si fecero recuperare nel finale, non riuscendo a vincere la prima gara nella post-season dal 1991.

### Miami Dolphins
Divenuto il free agent più ambito sul mercato nella primavera del 2015, l'11 marzo Suh firmò un contratto da record coi Miami Dolphins per sei anni e un valore di 114 milioni di dollari, 60 milioni dei quali garantiti, il più ricco della storia per un difensore. L'anno successivo fu convocato per il quinto Pro Bowl in carriera e inserito nel Second-team All-Pro. I Dolphins tornarono ai playoff per la prima volta dal 2008, venendo eliminati al primo turno dai Pittsburgh Steelers, in una gara in cui Suh mise a segno un sack su Ben Roethlisberger.

### Los Angeles Rams

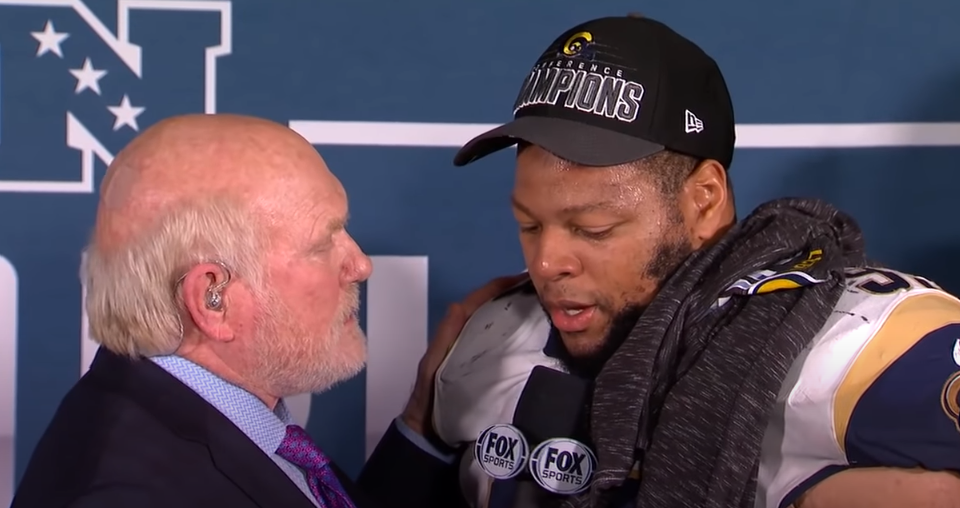
Suh con i Rams nel 2018

Il 26 marzo 2018 Suh firmò un contratto di un anno per un valore di 14 milioni di dollari con i Los Angeles Rams Nella stagione regolare mise a segno 59 tackle e 4,5 sack. Nei playoff, i Rams batterono i Cowboys e i Saints, qualificandosi per il loro primo Super Bowl dal 2001, perso contro i New England Patriots..

### Tampa Bay Buccaneers
Il 21 maggio 2019, Suh firmò un contratto di un anno con i Tampa Bay Buccaneers. Nel quarto turno ritornò un fumble forzato dal compagno Shaquil Barrett in touchdown nella vittoria a sorpresa sui suoi ex Rams. Il 7 febbraio 2021, nel Super Bowl LV contro i Kansas City Chiefs campioni in carica, partì come titolare nella vittoria per 31-9, mettendo a segno 1,5 sack su Patrick Mahomes e conquistando il suo primo titolo.

### Philadelphia Eagles
Il 17 novembre 2022 Suh firmò con i Philadelphia Eagles un contratto di un anno. Con essi raggiunse il terzo Super Bowl della carriera, perso contro i Chiefs.

### Ritiro
Il 12 luglio 2025, dopo non aver trovato una squadra per le stagioni 2023 e 2024, Suh annunciò il suo ritiro dal football professionistico dopo 13 stagioni in NFL.

## Palmarès

### Franchigia
- Super Bowl : 1

Tampa Bay Buccaneers: LV
- National Football Conference Championship: 3

Los Angeles Rams: 2018
Tampa Bay Buccaneers: 2020
Philadelphia Eagles: 2022

### Individuale
- Convocazioni al Pro Bowl: 5

2010, 2012, 2013, 2014, 2016
- First-team All-Pro: 4

2010, 2011, 2013, 2014
- Second-team All-Pro: 2

2012, 2016
- Pepsi NFL Rookie dell'anno - 2010
- Miglior difensore rookie dell'anno - 2010
- PFWA All-Rookie Team - 2010

- Defensive lineman dell'anno: 1

2010
- Pepsi NFL Rookie della settimana: 1

8ª settimana della stagione 2010
- Bronko Nagurski Trophy - 2009
- Chuck Bednarik Award - 2009
- Lombardi Award - 2009
- Formazione ideale della NFL degli anni 2010